# 纳瓦德索特罗瓦尔
纳瓦德索特罗瓦尔，是西班牙卡斯蒂利亚-莱昂萨拉曼卡省的一个市镇。 总面积45平方公里，总人口216人（2001年），人口密度5人/平方公里。